# Meddie Kagere
Meddie Kagere (Kampala, 10 ottobre 1986) è un calciatore ruandese, attaccante del Singida Utd.

## Palmarès

### Club

#### Competizioni nazionali
- Campionato ruandese: 1

Rayon Sports: 2013
- Kenyan Premier League: 3

Gor Mahia: 2015, 2017, 2018
- Campionato tanzaniano: 3

Simba: 2018-2019, 2019-2020, 2020-2021